# Прудников, Фёдор Михайлович
Фёдор Михайлович Прудников (11 января 1899, Тросно-Ивакино — 14 февраля 1987) — передовик советского сельского хозяйства, скотник мясного совхоза № 4 Министерства совхозов СССР, Приютненский район Ставропольского края, Герой Социалистического Труда (1949).

## Биография
Родился в 1899 году в селе Тросно-Ивакино, ныне Ершичский район Смоленской области в русской многодетной бедной крестьянской семье. В 1912 году завершил обучение в начальной школе. Свою трудовую деятельность начал рано, работал по найму у зажиточных крестьян. Участник Гражданской войны. В конце 1920-х годов переехал на постоянное место жительство в Ставропольский край. Вступил и работал в колхозе. Участник Великой Отечественной войны.
В послевоенные годы стал трудиться скотником в мясном совхозе № 4 в Приютненском районе. В 1948 году достиг высоких производственных результатов. Получил от 64 коров молодняка от 4 до 6 месяцев привес в 1032 грамма в сутки.
За выдающиеся успехи в развитии животноводства в 1948 году, Указом Президиума Верховного Совета СССР от 22 октября 1949 года Фёдору Михайловичу Прудникову было присвоено звание Героя Социалистического Труда с вручением ордена Ленина и золотой медали «Серп и Молот».
С 1953 года член КПСС. Избирался депутатом Ставропольского краевого, Приютнинского и Апанасенковского районных Советов народных депутатов, членом райкома КПСС. С 1960 года находился на пенсии, проживал в Апанасенковском районе.
Умер 14 февраля 1987 года, похоронен на сельском кладбище в Дивном Апанасенковского района Ставропольского края.

## Награды
За трудовые успехи удостоен:
- золотая звезда «Серп и Молот» (22.10.1949),
- орден Ленина (22.10.1949),
- Орден Отечественной войны II степени,
- три Золотых медали ВДНХ,
- другие медали.